# Jacques-René Hébert
Jacques-René Hébert (15. november 1757 – 24. marts 1794) var en fransk journalist og revolutionsmand.
Hébert blev født i Alençon. Han tilhørte en velanset borgerlig familie, men en dom, der overgik ham som ganske ung for injurier, ruinerede ham og den; han søgte da at slå sig igennem i Paris, blandt andet som teaterfunktionær, og under denne kummerlige tilværelse overbevistes han i hvert fald een gang om bedragerisk færd. For den Franske Revolution blev han ganske naturlig en ivrig forkæmper, dog ingenlunde som deltager i de virkelige kampe, men som taler i Cordelier-klubhen og som forfatter. Hans lykke var gjort, da han fik oparbejdet bladet Le Père Duchesne. 
Den 10. august 1792 fik han plads i det revolutionære Kommuneråd; December samme år blev han substitut hos kommunens prokurør. I disse egenskaber og som bladmand arbejdede han på at bøje regering og konvent under det radikale Pariser-demokratis indflydelse, bifaldt septembermordene og forfulgte den fangne kongefamilie på det bitreste og råeste. Konventets girondistiske majoritet søgte at møde hans agreb; maj 1793 lod det ham arrestere, men gav ham få dage atter fri under trykket af hans folke-yndest, og da gironden nu styrtedes, troede Hébert sig en tid lang den egentlige magthaver i hovedstaden. 
Han og hans venner satte sig i efteråret i spidsen for en kamp mod kristendommen og indførelse af "fornuftdyrkelse" og opstillede vidtgående sociale krav. Men herved blev de stedse mere mistænkelige for revolutionens virkelige førstemand, Robespierre, der modarbejdede uvæsenet, og da de marts 1794, støttede på misnøjet med nødstilstanden, vovede åbent at smedde oprørsplaner, blev de arresterede, dømte for de samme forbrydelser, Hébert idelig havde lagt dem, der stod ham i vejen, til last, forbindelse med udlandet og fremkaldelse af dyrtid, og bragte under guillotinen.